# Isoluoto och Kuuslahdenluoto
Isoluoto och Kuuslahdenluoto med Piuri är en ö i Finland. Den ligger i Skärgårdshavet och i kommunen Nådendal i den ekonomiska regionen  Åbo ekonomiska region i landskapet Egentliga Finland, i den sydvästra delen av landet. Ön ligger omkring 27 kilometer väster om Åbo och omkring 180 kilometer väster om Helsingfors.
Öns area är 18,4 hektar och dess största längd är 0,7 kilometer i nord-sydlig riktning. Ön höjer sig omkring 10 meter över havsytan. I omgivningarna runt Kuuslahdenluoto växer i huvudsak barrskog.

## Delöar och uddar
- Isoluoto 60°28′27″N 21°46′56″Ö / 60.47421°N 21.7821°Ö
- Kuuslahdenluoto 60°28′15″N 21°46′50″Ö / 60.47071°N 21.78069°Ö
- Piuri 60°28′10″N 21°46′45″Ö / 60.46941°N 21.77915°Ö